# Jesper Nøddesbo

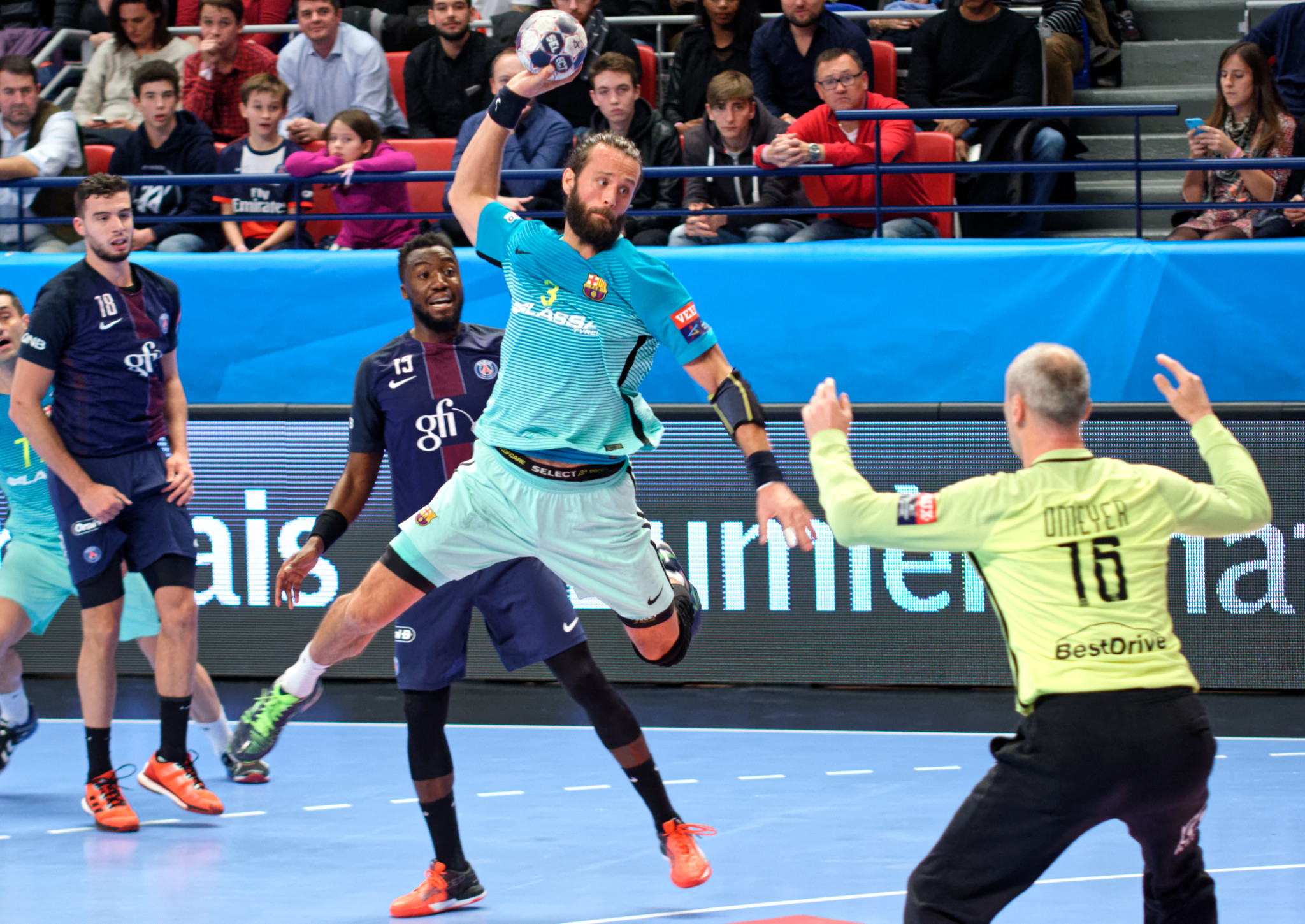
Jesper Nøddesbo au tir avec Barcelone face au PSG de Thierry Omeyer, le 12 novembre 2016.

Jesper Nøddesbo, né le 23 octobre 1980 à Herning, est un handballeur danois évoluant au poste de pivot. Avec le Danemark, il est double champion d'Europe (2008 et 2012) et champion olympique en 2016. En club, il a notamment évolué 10 saisons au FC Barcelone avec lequel il a remporté deux Ligues des champions.

## Palmarès

### Club
Compétitions internationales
- Ligue des champions
  - Vainqueur (2) : 2011 et 2015
  - Finaliste en 2010 et 2013
- Coupe du monde des clubs
  - Vainqueur (1) : 2013

Compétitions nationales
- Championnat du Danemark
  - Vainqueur (2) : 2005, 2006
  - Deuxième en 2018, 2021
- Vainqueur de la Coupe du Danemark (2) : 2005, 2007
- Vainqueur du Championnat d'Espagne (6) : 2011, 2012, 2013, 2014, 2015, 2016, 2017
- Vainqueur de la Coupe d'Espagne (5) : 2009, 2010, 2014, 2015, 2016, 2017
- Vainqueur de la Coupe ASOBAL (7) : 2010, 2012, 2013, 2014, 2015, 2016, 2017
- Vainqueur de la Supercoupe d'Espagne (7) : 2008-09, 2009-10, 2012-13, 2013-14, 2014-15, 2015-16, 2016-17

### Sélection nationale
Première sélection le 25 septembre 2001 contre l'Allemagne
Jeux olympiques
- Médaille d'or aux Jeux olympiques de 2016 à Rio de Janeiro, Brésil

Championnats du monde
- Médaille de bronze du Championnat du monde 2007, Allemagne
- Médaille d'argent du Championnat du monde 2011, Suède
- Médaille d'argent du Championnat du monde 2013, Espagne
- 5e place au Championnat du monde 2015, Qatar
- 10e place au Championnat du monde 2017, France

Championnats d'Europe
- Médaille de bronze du Championnat d'Europe 2006, Suisse
- Médaille d'or du Championnat d'Europe 2008, Norvège
- Médaille d'or du Championnat d'Europe 2012, Serbie
- Médaille d'argent du Championnat d'Europe 2014, Danemark
- 6e place au Championnat d'Europe 2016, Pologne

### Distinctions individuelles
- Meilleur buteur du Championnat du Danemark (1) : 2006 (178 buts)